# Ostheim vor der Rhön

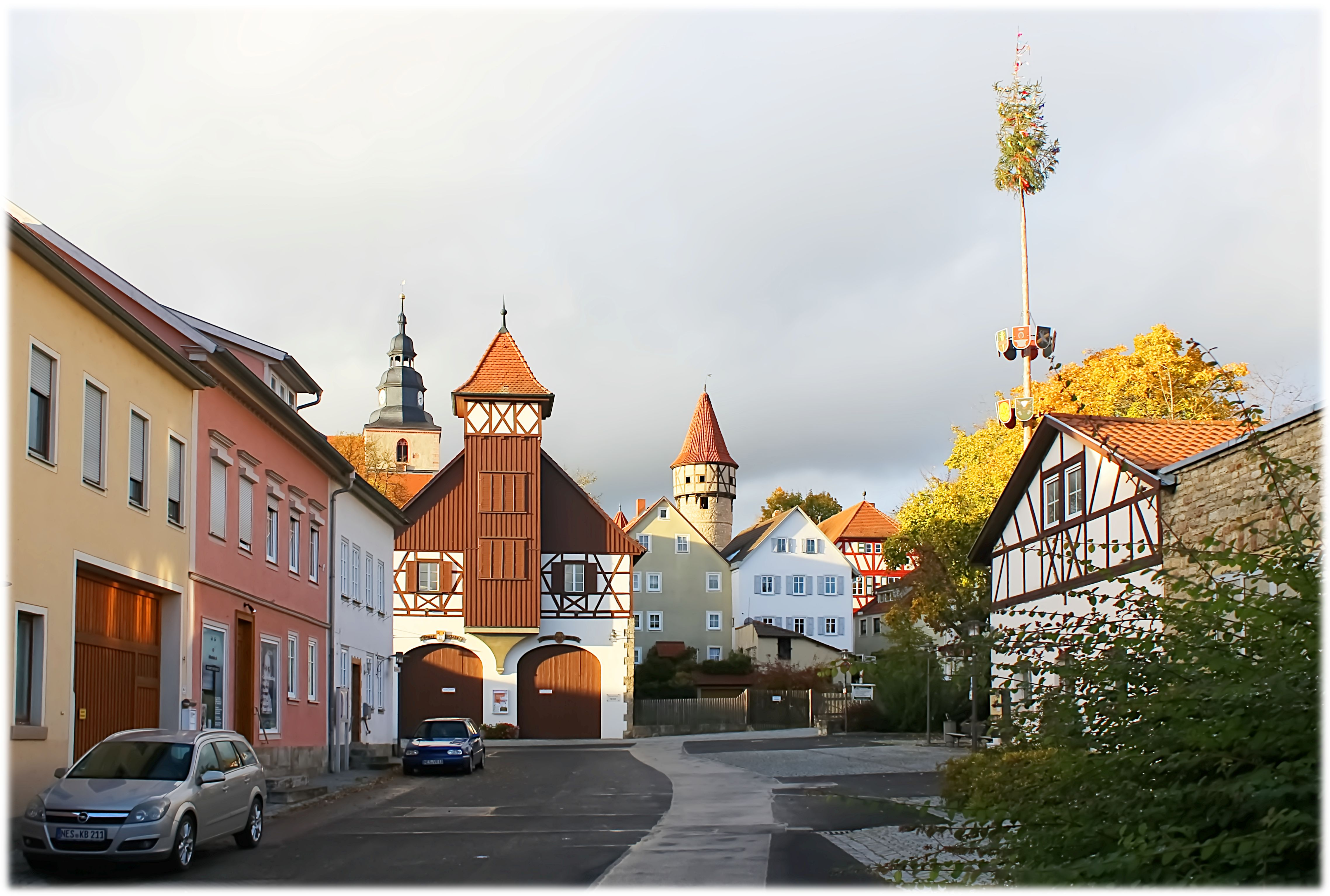
El centro histórico

Ostheim vor der Rhön es una ciudad situada en el distrito de Rhön-Grabfeld, en el estado federado de Baviera (Alemania). Tiene una población estimada, a fines de 2022, de 3323 habitantes.
Está ubicado al norte del estado, en la región de Baja Franconia, cerca de la frontera con el estado de Turingia.